# Gustavia romeroi
Gustavia romeroi är en tvåhjärtbladig växtart som beskrevs av Scott A. Mori och García-barr. Gustavia romeroi ingår i släktet Gustavia och familjen Lecythidaceae.
Artens utbredningsområde är Colombia. Inga underarter finns listade i Catalogue of Life.